# Саммит ШОС в Астане (2011)
Астанинский саммит Шанхайской организации сотрудничества—2011 (каз. Шанхай ынтымақтастық ұйымының Астана саммиті—2011, кит. упр. 2011年上海合作组织阿斯塔纳峰会, англ. Astana Summit of the Shanghai Cooperation Organization—2011) — ежегодное заседание Совета глав государств — членов организации, которое прошло в 11-й раз 14—15 июня 2011 года в столице Казахстана, в здании Дворца Независимости.

## Предыстория

Дворец независимости – место проведения астанинского саммита ШОС—2011

Астана принимала уже второй по счёту саммит ШОС в рамках председательства Казахстана в данной организации. До этого он проходил здесь ещё в 2005 году.
Кроме того, южная столица республики – Алма-Ата становилась местом проведения встречи в формате «Шанхайской пятёрки» в 1998 году.

## Участники

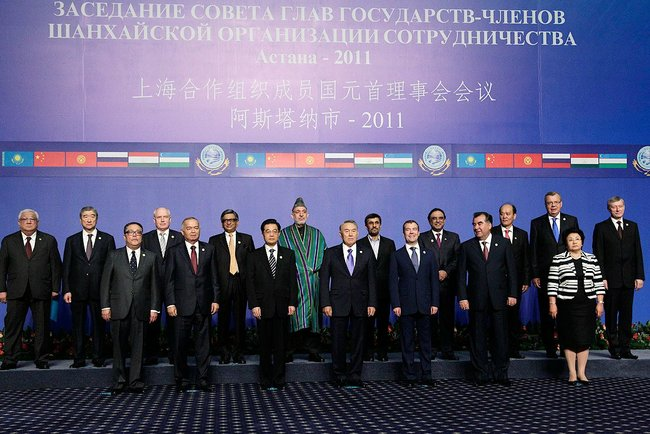
Главы государств и руководители международных организаций, участвовавшие в астанинском саммите ШОС 2011 года в групповом фото

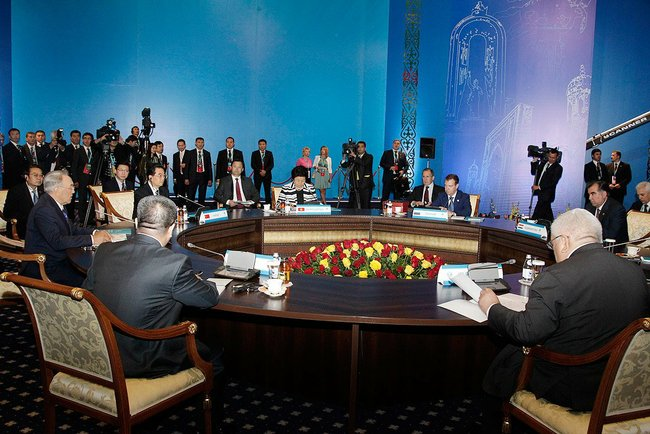
Заседание Совета глав государств — членов ШОС в узком составе (Астана, 15 июня 2011 года)

### Главы государств и делегаций
Страна-хозяйка и лидер выделены жирным шрифтом. Главы остальных государств — членов и государств — наблюдателей организации указаны в алфавитном порядке русского языка.
- Казахстан — президент Нурсултан Назарбаев (председатель)
- Афганистан — президент Хамид Карзай[3]
- Индия — министр иностранных дел Соманахалли Маллайя Кришна
- Иран — президент Махмуд Ахмадинежад[4]
- Китай — председатель Ху Цзиньтао[5]
- Кыргызстан — президент Роза Отунбаева[6]
- Монголия — руководитель администрации президента Дашжамцин Баттулга
- Пакистан — президент Асиф Али Зардари[7]
- Россия — президент Дмитрий Медведев[8]
- Таджикистан — президент Эмомали Рахмон[9]
- Узбекистан — президент Ислам Каримов[10]

### Руководители постоянно действующих органов ШОС
- генеральный секретарь Муратбек Иманалиев
- директор Исполнительного комитета Региональной антитеррористической структуры Дженисбек Джуманбеков

### Руководители международных организаций
- ООН — заместитель генерального секретаря — исполнительный директор Управления по наркотикам и преступности Юрий Федотов
- ЕврАзЭС — генеральный секретарь Таир Мансуров
- ОДКБ — генеральный секретарь Николай Бордюжа
- СНГ — председатель исполнительного комитета — исполнительный секретарь Сергей Лебедев

## Повестка дня
Ключевыми темами обсуждения традиционно стали вопросы борьбы с современными угрозами – терроризмом, экстремизмом и сепаратизмом.
Также в повестке дня саммита – вопросы обеспечения региональной безопасности, противодействия распространению наркотиков, ситуация в Афганистане, а также экономическое и гуманитарное сотрудничество стран ШОС.

## Результаты
По итогам заседания главы государств ШОС приняли Астанинскую декларацию десятилетия организации, ставшую главным итоговым документом саммита.
Утверждены Антинаркотическая стратегия государств — членов ШОС на 2011—2016 годы и Программа действий по ее выполнению, которые будут способствовать повышению эффективности совместных усилий по противодействию наркотической угрозе на пространстве объединения.
Кроме того, участниками саммита утверждены Меморандум о взаимопонимании между Секретариатом ШОС и Управлением ООН по наркотикам и преступности, а также Меморандум об обязательствах государства — заявителя в целях получения статуса государства – члена Шанхайской организации сотрудничества.
Председательство в организации на период 2011—2012 гг. перешло к Китаю.